# Anelaphus colombianus
Anelaphus colombianus là một loài bọ cánh cứng trong họ Cerambycidae.